# Pierre Ier de Dreux
Pour les articles homonymes, voir Pierre Ier et Pierre de Dreux.
Pierre Ier de Dreux, né en 1298, mort le 3 novembre 1345, comte de Dreux (1331), Seigneur de Montpensier, d'Aigueperse, de Herment, de Château-du-Loir, de Saint-Valery, de Gamaches, d'Ault, de Dommart, de Bernarville et de Saint-Maurice, était le fils de Jean II, comte de Dreux, et de Jeanne de Beaujeu-Montpensier.

## Biographie
Pierre Ier de Dreux participa à la guerre de Philippe VI de Valois contre les Flamands révoltés contre leur comte, et combattit à Cassel (1328).
Marié en 1341 à Isabeau de Melun, dame de Houdain († 1389), fille de Jean Ier, vicomte de Melun, et d'Isabelle (vers 1300 † 6 décembre 1354), dame d'Antoing, d'Épinoy, de Sottegem, châtelaine de Gand (remariée plus tard à Jean d'Artois comte d'Eu), d'où :
- Jeanne Ire de Dreux (1345 † 1346), comtesse de Dreux.